# Phloeonomus pusillus
Phloeonomus pusillus är en skalbaggsart som först beskrevs av Johann Ludwig Christian Gravenhorst 1806.  Phloeonomus pusillus ingår i släktet Phloeonomus, och familjen kortvingar. Arten är reproducerande i Sverige.